# Зоран Стојадиновић
Зоран Стојадиновић (12. септембар 1965) је српски новинар и троструки је добитник годишње награде Удружење спортских новинара Београда за екслузивност - за 1994, 1995. и 2005. годину. Удружење спортских новинара Србије (УСНС) доделило му је признање "Новинар године" за 2014.  У Спортском журналу ради од оснивања овог листа 1990. Био је на функцијама заменика и уредника Фудбалског сектора, а од 1997. године је Заменик главног и одговорног уредника Спортског журнала.